# Streptocaulus dollfusi
Streptocaulus dollfusi är en nässeldjursart som först beskrevs av Chantal Billard 1924.  Streptocaulus dollfusi ingår i släktet Streptocaulus och familjen Aglaopheniidae. Inga underarter finns listade i Catalogue of Life.